# Бет-число
Числа бет ({\displaystyle \beth }) в математике — кардинальные числа, характеризующие мощность бесконечного множества.
Последовательность бесконечных кардинальных чисел обычно записывается как {\displaystyle \beth _{0},\ \beth _{1},\ \beth _{2},\ \beth _{3},\ \dots }, где {\displaystyle \beth } названа по второй букве еврейского алфавита (бет).
Числа бет являются частью иерархии алефов ({\displaystyle \aleph _{0},\ \aleph _{1},\ \dots }). Начинаются они одинаково: {\displaystyle \beth _{0}=\aleph _{0},} а расположение {\displaystyle \beth _{1}} среди алефов зависит от континуум-гипотезы. Если принять континуум-гипотезу, то {\displaystyle \beth _{1}=\aleph _{1}} (мощность континуума), верно и обратное. Если принять более мощную обобщённую континуум-гипотезу, то обе иерархии полностью совпадают: {\displaystyle \beth _{\alpha }=\aleph _{\alpha }} для любого индекса {\displaystyle \alpha .} Если же принять, что континуум-гипотеза неверна, то существует много {\displaystyle \aleph }, которые не являются {\displaystyle \beth }.

## Определение
Общее определение для конечных индексов:
{\displaystyle \beth _{0}=\aleph _{0}}
{\displaystyle \beth _{\alpha +1}=2^{\beth _{\alpha }}}
Для бесконечных индексов:
{\displaystyle \beth _{\lambda }=\sup\{\beth _{\alpha }:\alpha <\lambda \}.}
Примеры.
- бет-ноль ({\displaystyle {\displaystyle \beth _{0}}}) — равен {\displaystyle {\displaystyle \aleph _{0}}}.
- бет-один ({\displaystyle \beth _{1}}) — множество континуума.
- бет-два ({\displaystyle \beth _{2}}) — 2c, например, множество подмножеств действительных чисел.
- бет-омега ({\displaystyle \beth _{\omega }}) — наименьший неисчислимый сильный кардинальный предел.